# 望江南
望江南（学名：Cassia occidentalis），又名羊角豆、扁決明、山綠豆或波布草，属豆科決明屬，是一種一年生草本植物。原產於美國南部及美洲的熱帶地區。具有利尿、解熱之功效。種子有緩下、通經、陣痛之功效。治腹痛、下痢、慢性便秘、頭痛、健胃整腸。

## 外部連結
- 望江南 Wangjiangnan （页面存档备份，存于） 藥用植物圖像數據庫 (香港浸會大學中醫藥學院) （中文）（英文）
- 望江南子 Wang Jiang Nan Zi （页面存档备份，存于） 中藥標本數據庫 (香港浸會大學中醫藥學院) （繁體中文）（英文）
- 大黃素 Emodin （页面存档备份，存于） 中草藥化學圖像數據庫 (香港浸會大學中醫藥學院) （中文）（英文）

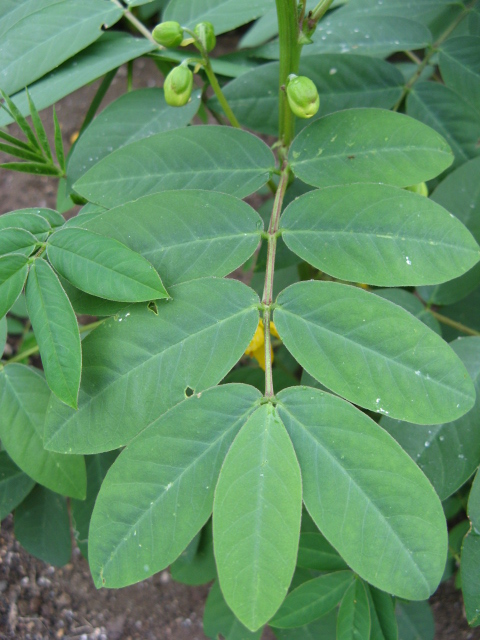
望江南的葉片
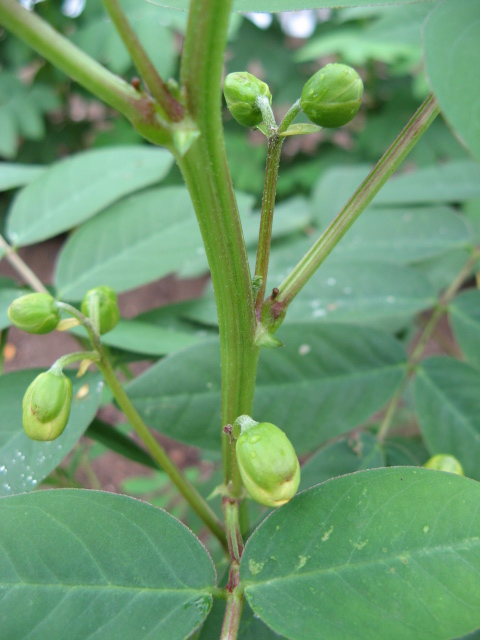
望江南的莖